# Rudolf Bayer
Rudolf Bayer (3 marzo 1939) è un informatico tedesco.
È professore emerito di informatica presso l'Università tecnica di Monaco, dove lavorava dal 1972. È noto per aver inventato tre strutture di ordinamento dei dati: l'albero B (con Edward M. McCreight), l'albero UB (con Volker Markl ) e l'albero rosso-nero.
Bayer ha ricevuto il 2001 ACM SIGMOD Edgar F. Codd Innovations Award. Nel 2005 è stato eletto membro della Gesellschaft für Informatik.